# Episodi di Justice League Action
La prima stagione della serie animata Justice League Action debutta su Cartoon Network nel Regno Unito il 26 novembre 2016, con un anticipo di venti giorni sulla prima messa in onda americana. In Italia viene trasmesso, sempre su Cartoon Network, a partire dal 30 gennaio 2017.
| N° | Titolo originale                       | Titolo italiano                       | Prima TV USA      | Prima TV Italia |
| -- | -------------------------------------- | ------------------------------------- | ----------------- | --------------- |
| 1  | Shazam Slam: Part 1 - Classic Rock     | Il dilemma di Shazam (prima parte)    | 16 dicembre 2016  |                 |
| 2  | Shazam Slam: Part 2 - Power Outage     | Il dilemma di Shazam (seconda parte)  | 16 dicembre 2016  |                 |
| 3  | Shazam Slam: Part 3 - Night of the Bat | Il dilemma di Shazam (terza parte)    | 16 dicembre 2016  |                 |
| 4  | Shazam Slam: Part 4 - Abate and Switch | Il dilemma di Shazam (quarta parte)   | 16 dicembre 2016  |                 |
| 5  | Follow That Space Cab!                 | Trappola per super-cattivi            | 21 gennaio 2017   |                 |
| 6  | Nuclear Family Values                  | La vittoria "bruciante" di Firestorm  | 28 gennaio 2017   |                 |
| 7  | Zombie King                            | Il re degli zombie                    | 4 febbraio 2017   |                 |
| 8  | Galaxy Jest                            | Scherzi galattici                     | 11 febbraio 2017  |                 |
| 9  | Time Share                             | Condividere il tempo                  | 18 febbraio 2017  |                 |
| 10 | Under a Red Sun                        | Sole Rosso sul pianeta Terra          | 25 febbraio 2017  |                 |
| 11 | Play Date                              | Il gioco degli appuntamenti           | 4 marzo 2017      |                 |
| 12 | Repulse!                               | Uccidiamo Lex Luthor!                 | 11 marzo 2017     |                 |
| 13 | Trick or Threat                        | Halloween con Batman e i suoi amici   | 18 marzo 2017     |                 |
| 14 | Speed Demon                            | Fuga dal controllo autodemoniaco      | 25 marzo 2017     |                 |
| 15 | Hat Trick                              | Zatanna e la sconfitta di Felix Faust | 8 aprile 2017     |                 |
| 16 | Luthor in Paradise                     | Alla ricerca dell'occhio di Argos     | 29 aprile 2017    |                 |
| 17 | Plastic Man Saves the World            | Plastic Man salva il mondo            | 6 maggio 2017     |                 |
| 18 | Field Trip                             | Corsa contro il tempo                 | 13 maggio 2017    |                 |
| 19 | Rage of the Red Lanterns               | Bye-bye, Mr Freeze!                   | 20 maggio 2017    |                 |
| 20 | Freezer Burn                           | Gotham congelata                      | 27 maggio 2017    |                 |
| 21 | Inside Job                             | Kandor la città imbottigliata         | 3 giugno 2017     |                 |
| 22 | The Trouble with Truth                 | Sei finito, Larfreeze!                | 3 giugno 2017     |                 |
| 23 | Double Cross                           | La grande fuga dal Giardino del Male  | 10 giugno 2017    |                 |
| 24 | Battle for the Bottled City            | Superman incontra i Kandoriani        | 17 giugno 2017    |                 |
| 25 | Garden of Evil                         | Verità problematica                   | 24 giugno 2017    |                 |
| 26 | All Aboard the Space Train             | Giochi di mestiere                    | 1º luglio 2017    |                 |
| 27 | Time Out                               | La Justice League batte Bizzarro      | 8 luglio 2017     |                 |
| 28 | The Fatal Fare                         | Il signore degli anelli               | 15 luglio 2017    |                 |
| 29 | Mxy's Mix-Up                           | Dolci ricordi di squadra              | 22 luglio 2017    |                 |
| 30 | Supernatural Adventures in Babysitting | L'infido Mongul                       | 29 luglio 2017    |                 |
| 31 | Booster's Gold                         |                                       | 12 agosto 2017    |                 |
| 32 | Boo-ray for Bizarro                    |                                       | 19 agosto 2017    |                 |
| 33 | Best Day Ever                          |                                       | 26 agosto 2017    |                 |
| 34 | The Cube Root                          |                                       | 2 settembre 2017  |                 |
| 35 | Superman's Pal, Sid Sharp              |                                       | 9 settembre 2017  |                 |
| 36 | Superman Red vs Superman Blue          |                                       | 16 settembre 2017 |                 |
| 37 | The Ringer                             |                                       | 23 settembre 2017 |                 |
| 38 | Forget Me Not                          |                                       | 30 settembre 2017 |                 |
| 39 | The Brain Buster                       |                                       | 7 ottobre 2017    |                 |
| 40 | E. Nigma, Consulting Detective         |                                       | 14 ottobre 2017   |                 |
| 41 | Harley Goes Ape!                       |                                       | 21 ottobre 2017   |                 |
| 42 | Phased and Confused                    |                                       | 28 ottobre 2017   |                 |
| 43 | I'll Take a Miracle!                   |                                       | 4 novembre 2017   |                 |
| 44 | System Error                           |                                       | 11 novembre 2017  |                 |
| 45 | Race Against Crime                     |                                       | 18 novembre 2017  |                 |
| 46 | Party Animals                          |                                       | 2 dicembre 2017   |                 |
| 47 | Watchmen Tours                         |                                       | 29 maggio 2018    |                 |
| 48 | Barehanded                             |                                       | 30 maggio 2018    |                 |
| 49 | Captain Bamboozle                      |                                       | 31 maggio 2018    |                 |
| 50 | Keeping Up with the Kryptonians        |                                       | 1º giugno 2018    |                 |
| 51 | Unleashed                              |                                       | 2 giugno 2018     |                 |
| 52 | She Wore Red Velvet                    |                                       | 3 giugno 2018     |                 |

## Scherzi galattici
- Titolo originale: Galaxy Jest
- Diretto da: Jake Castorena
- Scritto da: Duane Capizzi

## Gotham congelata
- Titolo originale: Freezer Burn
- Diretto da: Jake Castorena
- Scritto da: Jeremy Adams

## Superman incontra i Kandoriani
- Titolo originale: Battle for the Bottled City
- Diretto da: Shaunt Nigoghossian
- Scritto da: Heath Corson